# ال ئی لوندبرگز
ال ئی لوندبرگز (انگلیسی: L E Lundbergföretagen) شرکت خدمات مالی سوئدی است، که در سال ۱۹۴۴ تأسیس شد.